# Yi Guji
Yi Guji, död 1489, var koreansk prinsessa, dotter till kronprins Yangnyeong av Joseon. 
Hon blev år 1475 föremål för en undersökning sedan det framkommit att hon hade ett sexuellt förhållande med en slav. Hon dömdes slutligen 1489 till att begå självmord. 